# В метре друг от друга
«В метре друг от друга» (англ. Five Feet Apart) — американская мелодрама режиссёра Джастина Бальдони 2019 года.

## Сюжет
Подростки Стелла Грант и Уилл Ньюман больны муковисцидозом — прогрессирующим генетическим заболеванием, которое повреждает органы и делает пациентов уязвимыми к инфекциям. Из-за ослабленной иммунной системы пациенты с данной болезнью должны держаться на расстоянии в паре метров друг от друга. Уилл не придерживается курса лечения, поэтому Стелла в итоге уговаривает его соблюдать дистанцию.
Уилл и Стелла влюбляются друг в друга и тайно отправляются на первое свидание. Затем у Уилла наступает день рождения. Весь праздник устраивает По, лучший друг Стеллы и также пациент с муковисцидозом. Через некоторое время По умирает. Убитая горем Стелла убеждает Уилла покинуть больницу. Тем временем в больнице сообщают, что Стелле можно наконец пересадить лёгкие. Узнав об этом, Уилл умоляет Стеллу вернуться в больницу, но Стелла отказывается, а после проваливается под лёд. Уилл вытаскивает её и, несмотря на риск заражения, делает искусственное дыхание. Стелла приходит в себя.
Героев доставляют обратно в больницу. Стелла соглашается на пересадку лёгких ради Уилла, который просит её об этом. Одновременно с этим врач сообщает Уиллу и его матери, что ему лечение не помогает, а жить осталось не больше месяца. Пересадка проходит успешно и Уилл узнаёт, что Стелла не заразилась. После операции Стелла просыпается и видит Уилла через стекло своей комнаты. Признавшись ей в любви, Уилл просит Стеллу закрыть глаза, потому что не сможет уйти, если она будет смотреть на него. Стелла закрывает глаза, и Уилл уходит.

## В ролях
- Хейли Лу Ричардсон — Стелла Грант
- Коул Спраус — Уилл Ньюман
- Мойзес Ариас — По Рамирес
- Кимберли Хеберт Грегори[англ.] — медсестра Барб
- Клэр Форлани — Мередит Ньюман
- Парминдер Награ — доктор Нур Хамид
- Эмили Бальдони[англ.] — медсестра Джули
- Синтия Эванс — Эрин Грант
- Гэри Уикс[англ.] — Джефф Грант
- София Бернард — Эбби Грант
- Сесилия Лил — Камила

## Производство
В январе 2017 года Тобиас Иаконис и Микки Доутри продали свой, на тот момент безымянный, сценарий компании CBS Films, чтобы Джастин Бальдони спродюсировал проект и выступил его режиссёром. В январе 2018 года было объявлено, что главную роль в фильме под названием «В метре друг от друга» исполнит Коул Спраус. В апреле 2018 года к актёрскому составу присоединились Хейли Лу Ричардсон и Мойзес Ариас.
Съемки фильма начались 25 мая 2018 года в Новом Орлеане, Луизиана и закончились месяцем позже, 26 июня 2018.
Первый оригинальный трейлер фильма «В метре друг от друга» стал доступен к просмотру в сети 2 ноября 2018 года, его локализованная версия — 23 ноября.
Премьера фильма в США состоялась 15 марта 2019 года. В российский прокат мелодрама вышла 1 мая 2019 года.

## Критика
Фильм получил смешанные отзывы кинокритиков. На сайте Rotten Tomatoes фильм имеет рейтинг 53 % на основе 130 рецензий со средним баллом 5,7 из 10. На сайте Metacritic фильм имеет оценку 53 из 100 на основе 27 рецензий критиков, что соответствует статусу «смешанные или средние отзывы». На сайте CinemaScore зрители дали фильму оценку А, по шкале от A+ до F.
Эндрю Баркер из Variety высоко оценил игру Ричардсон, которую он назвал «звёздной», но при этом охарактеризовал фильм как «шаблонную подростковую мелодраму». Журналист Кэти Уолш из издания Los Angeles Times похвалила Ричардсон за глубокий и многогранный характер её актёрской игры. Рецензент The A.V. Club Кэролайн Сидэ положительно оценила исполнителей главных ролей, отметив, однако, что «в конечном итоге… даже Ричардсон и Спраус не могут полностью справиться с неуклюжей безвкусицей, окружающей их».